# کروشوویتسه (ناحیه راکوونیک)
کروشوویتسه (به چکی: Krušovice) یک منطقهٔ مسکونی در جمهوری چک است که در ناحیه راکوونیک واقع شده‌است. کروشوویتسه ۶۲۵ نفر جمعیت دارد.